# Politiske partier i Sverige
Politiske partier i Sverige lister politiske partier i Sverige. 
Sverige har et flerpartisystem med talrige partier, hvor det kun sjældent er tilfældet, at et enkelt parti har kunnet opnå flertal alene, hvorfor Sverige har en lang tradition for koalitionsregeringer.

## Partierne
Bogstavet eller bogstaverne i parentes er de forkortelser, som svenske medier bruger.

### Partier i Rigsdagen
Partier repræsenteret i det svenske parlament, Riksdagen (sorteret efter flest medlemmer af Riksdagen):
| Navn på Dansk          | Navn og forkortelse   | Navn og forkortelse | Politisk position         | Ideologi                            | Repræsentater                                  |
| ---------------------- | --------------------- | ------------------- | ------------------------- | ----------------------------------- | ---------------------------------------------- |
| Socialdemokraterne     | Socialdemokraterna    | S                   | Centrum-venstre           | Socialdemokratisme                  | Riksdagen:100 / 349 Europa-Parlamentet: 5 / 21 |
| Moderaterne            | Moderaterna           | M                   | Centrum-højre             | Liberal konservatisme               | Riksdagen:70 / 349 Europa-Parlamentet: 4 / 21  |
| Sverigedemokraterne    | Sverigedemokraterna   | SD                  | Højrefløj                 | Nationalisme, Nationalkonservatisme | Riksdagen:62 / 349 Europa-Parlamentet: 3 / 21  |
| Centerpartiet          | Centerpartiet         | C                   | Centrum til Centrum-højre | Liberalisme, Agrarisme              | Riksdagen:31 / 349 Europa-Parlamentet: 2 / 21  |
| Venstrepartiet         | Vänsterpartiet        | V                   | Venstreføj                | Socialisme, Feminisme               | Riksdagen:28 / 349 Europa-Parlamentet: 1 / 21  |
| Kristendemokraterne    | Kristdemokraterna     | KD                  | Centrum-højre             | Kristendemokrati                    | Riksdagen:22 / 349 Europa-Parlamentet: 2 / 21  |
| De Liberale            | Liberalerna           | L                   | Centrum                   | Liberalisme, Socialliberalisme      | Riksdagen:20 / 349 Europa-Parlamentet: 1 / 21  |
| Miljøpartiet de Grønne | Miljöpartiet de Gröna | MP                  | Centrum-venstre           | Grøn ideologi                       | Riksdagen:16 / 349 Europa-Parlamentet: 2 / 21  |

### Partier uden for Rigsdagen
- Feministiskt initiativ (Feministisk initiativ)
- Piratpartiet (Piratpartiet)
- Svenskernes Parti (Svenskarnas Parti)
- Sveriges Kommunistiska Parti (Sveriges Kommunistiske Parti)